# انتخابات ریاست‌جمهوری ایالات متحده آمریکا (۲۰۲۸)
انتخابات ریاست‌جمهوری ایالات متحده آمریکا (۲۰۲۸) (انگلیسی: 2028 United States presidential election) شصت و یکمین انتخابات ریاست‌جمهوری کشور آمریکا برای یک دوره ۴ ساله است که در ۷ نوامبر ۲۰۲۸ (۱۷ آبان ۱۴۰۷) برگزار خواهد شد. طبق انتظارها نامزد پیروز در ۲۰ ژانویه ۲۰۲۹ (۱ بهمن ۱۴۰۷) شروع به کار خواهد کرد.
طبق متمم بیست و دوم قانون اساسی، دونالد ترامپ پس از پیروزی در دو دوره (۲۰۱۶ و ۲۰۲۴) واجد شرایط برای سومین دوره ریاست جمهوری نیست. ریاست جمهوری دوم ترامپ در ظهر ۲۰ ژانویه ۲۰۲۹ به پایان می‌رسد.
طبق حدس و گمان‌ها انتظار می‌رود از حزب جمهوری‌خواه تد کروز، جی‌دی ونس، ران دسنتیس، براین کمپ، گلن یانکین و داگ برگم در این انتخابات اعلام نامزدی کنند.
همچنین از حزب دموکرات کامالا هریس، گوین نیوسام، الکسندریا اوکاسیو کورتز، تیم والز، پیت بودجج، اندی بشیر، جی بی پریتزکر، جاش شپیرو، گرچن ویتمر، وس مور، روبن گایگو، جان آساف، روی کوپر و دین فیلیپس از نامزدهای احتمالی هستند.

## نامزدهای احتمالی

### حزب جمهوری‌خواه
- داگ برگم
فرماندار سابق داکوتای شمالی (۲۰۱۶–۲۰۲۴)
- تد کروز
سناتور تگزاس
(۲۰۱۳–تاکنون)
- ران دسنتیس
فرماندار فلوریدا
(۲۰۱۹–تاکنون)
- براین کمپ
فرماندار جورجیا
(۲۰۱۹–تاکنون)
- جی‌دی ونس
معاون رئیس‌جمهور از اوهایو
- گلن یانکین
فرماندار ویرجینیا
(۲۰۲۲–تاکنون)

### حزب دموکرات
- اندی بشیر
فرماندار کنتاکی
(۲۰۱۹–تاکنون)
- پیت بودجج
وزیر سابق ترابری دولت بایدن
(۲۰۲۱–۲۰۲۵)
 از میشیگان
- روی کوپر
فرماندار سابق کارولینای شمالی
(۲۰۱۷–۲۰۲۵)
- روبن گایگو
سناتور آریزونا
(۲۰۲۵–تاکنون)
- معاون رئیس‌جمهور بایدن 
 کامالا هریس 
 از کالیفرنیا 
 (۲۰۲۱–۲۰۲۵)
- وس مور
فرماندار مریلند
(۲۰۲۳–تاکنون)
- گوین نیوسام
فرماندار کالیفرنیا
(۲۰۱۹–تاکنون)
- الکسندریا اوکاسیو کورتز
نماینده مجلس از نیویورک
(۲۰۱۹–تاکنون)
- جان آساف
سناتور جورجیا
(۲۰۲۱–تاکنون)
- دین فیلیپس
نماینده سابق مینه‌سوتا
(۲۰۱۹–۲۰۲۵)
- جی بی پریتزکر
فرماندار ایلینوی
(۲۰۱۹–تاکنون)
- جاش شپیرو
فرماندار پنسیلوانیا
(۲۰۲۳–تاکنون)
- تیم والز
فرماندار مینه‌سوتا
(۲۰۱۹–تاکنون)
- گرچن ویتمر
فرماندار میشیگان
(۲۰۱۹–تاکنون)